# Portrait de dame
Portrait de dame – en italien Rittrato di dama – est un tableau réalisé par le peintre italien Piero Pollaiuolo ou son frère Antonio Pollaiuolo vers 1470. Exécuté sur panneau a tempera et à l'huile, ce portrait en buste représente une jeune femme parée de perles aperçue par son profil gauche, devant un fond de ciel bleu. L'œuvre est conservée au musée Poldi-Pezzoli de Milan, dont c'est l'un des chefs-d'œuvre.

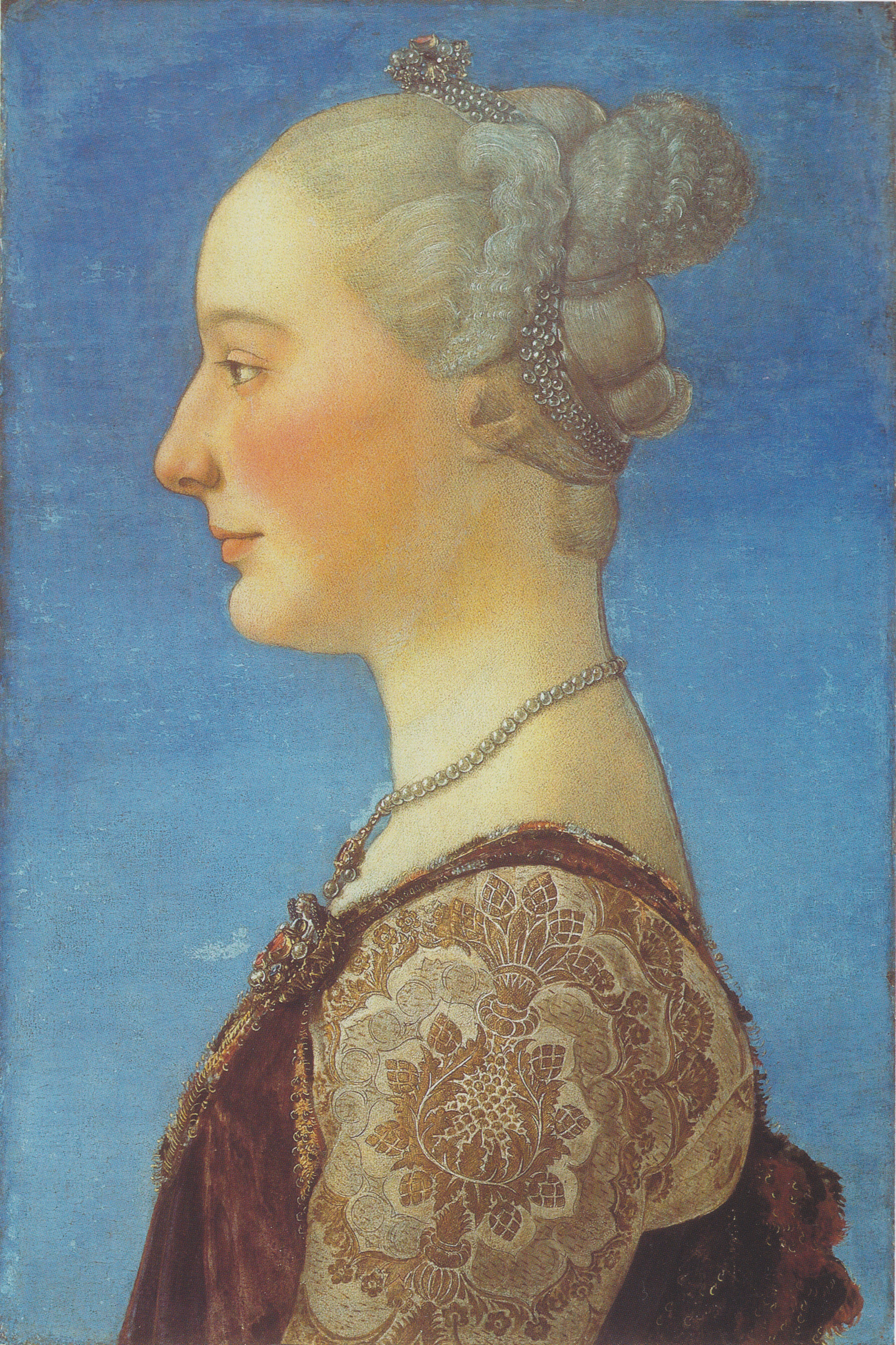
Portrait de femme, musée des Offices, Florence.